# Mosquée de Kouto
La mosquée de Kouto est une mosquée à style soudanais située à Kouto dans le Nord de la Côte d'Ivoire.

## Présentation
Construite au 17e siècle, la mosquée de Kouto est bâtie sur une superficie d'un carré de 8mx8. Elle se situe à l'ouest à l'entrée de Kouto. Elle se sépare de l'environnement du village par un long mur en blocs de pierres. La mosquée comprend trois parties: 
- Une première où se trouve l'espace de prière réservé aux hommes et mitoyen de la place de l'Iman.  
- Une deuxième qui est l'entrée.
- Une troisième composée de l'espace de prière des femmes et une terrasse. 

## Distinction
Elle est sur la liste indicative de l'Unesco depuis 2021 pour être portée au patrimoine national que comporte la Côte d'Ivoire.
La décision d’inscrire la mosquée de Kaouara sur la liste du patrimoine mondial de l’Unesco a été prise lors de la 44e session élargie du Comité du patrimoine mondial, en ligne tenue à Fuhzou, en Chine du 16 au 31 juillet 2021. Cette rencontre a été présidée par Tian Xuejun, Vice-ministre chinois de l’éducation et président de la Commission nationale chinoise pour l’Unesco.